# Seigmen
Seigmen es una banda noruega de rock alternativo de la década de 1990, originaria de Tønsberg , Noruega. Su nombre se deriva de una marca noruega de caramelos, "Seigmenn" .
El grupo pasó de un estilo de grunge duro extremo, hasta evolucionar a un sonido más dinámico con más partes ambientales, gracias al uso de sintetizadores para crear varios efectos de audio. Esto le dio un estilo más suave y accesible.

## Historia
La banda fue fundada en Tønsberg, Vestfold, Noruega en 1989. Sverre Økshoff y Alex Møklebust fundaron una banda con el nombre Klisne Seigmenn que tuvo su primer concierto en la "Navidad Rock" ("Julerock " en noruego) evento en Tønsberg , el 27 de diciembre de 1989. En 1990, Marius Roth Christensen, Kim Ljung y Ronthi Noralf se unieron a la agrupación.
Con un estilo basado en bandas estadounidenses de moda, tales como Tool, grabó un total de cuatro álbumes de estudio. Tuvo un éxito considerable en su país natal y en menor medida, en el resto del continente europeo.
Se separaron en 1999 después de una gira de despedida, luego de que el género que representaban tuvo un notorio declive en su popularidad a nivel internacional.
Møklebust, Ljung y Ronthi más tarde formaron la banda Zeromancer. Marius Roth fue excluido de esa agrupación y desde la disolución de Seigmen se centró en una carrera en la ópera. Ljung tiene un proyecto en solitario bajo el nombre de Ljungblut.
Seigmen se reunió durante el UKA-Festival en Trondheim, Noruega (el más grande organizado en el país), el 20 de octubre de 2005, y lo realizó una vez más en noviembre de 2005 para hacer aún más conciertos de reunión en su país, con siete espectáculos en febrero de 2006 . Tal fue el éxito con la gira de reunión , que hicieron seis conciertos más en diversos festivales en Noruega durante el verano de 2006, la mayoría de ellos como el acto principal.
Apariciones en los medios de comunicación a partir del verano de 2006 revelaron que Seigmen no excluye otra reunión en el futuro . A principios de 2008 se anunció que volvería de nuevo Seigmen para tocar en vivo . La actuación fue en el Casa de la Ópera de Oslo el 21 de junio del mismo año como uno de los espectáculos para celebrar la inauguración de la nueva Ópera de Oslo. El segundo show del programa se vendió rápidamente, y fue efectuado un día después.
En 2001, Tristania grabó un cover del tema “"The Modern End”, contenido originalmente en el álbum Radiowaves (1997), e incluido en su World of Glass.

## Discografía

### Álbumes
- Ameneon (1993)
- Total (1994) Noruega #19

- Metropolis (1995) Noruega #1

- Metropolis - The Grandmaster Recordings (Versión en inglés de Metropolis) (1996) Noruega #11  Archivado el 15 de marzo de 2005 en Wayback Machine.

- Radiowaves (1997) Noruega #1  Archivado el 15 de marzo de 2005 en Wayback Machine.

- Monument (Compilación de grandes éxitos) (1999) Noruega #11  Archivado el 15 de marzo de 2005 en Wayback Machine.

- Rockefeller (álbum en vivo de reunión) (2006) Noruega #8  Archivado el 25 de mayo de 2011 en Wayback Machine.

### Sencillos/EP
- Pluto (EP) (1992)
- Monsun (1993)
- Hjernen er alene (1994) Noruega #5  Archivado el 18 de abril de 2005 en Wayback Machine.
- Döderlein (1994) Noruega #14  Archivado el 25 de mayo de 2011 en Wayback Machine.
- Lament (1994)
- Metropolis (1995) Noruega #4
- Slaver av solen (1995) Noruega #3
- The First Wave (1997) Noruega #12  Archivado el 18 de abril de 2005 en Wayback Machine.
- The Next Wave (1997)
- The Opera For The Crying Machinery (1997) [Raro y nunca lanzado]
- Mørkets øy (1997)
- Döderlein (2006) (sencillo del álbum en vivo Rockefeller)

### Demos
- Det finnes alltid en utvei (1990) [Este consta de sólo 45 copias, sólo en cintas de casete. Muy raro.]

### DVD
- Fra x til døden (2006) [Concierto en DVD grabado en el Festival UKA-05, en Dødens dal, Trondheim]

## Miembros
- Kim Ljung (Bajo, voz)
- Alex Møklebust (voz principal)
- Noralf Ronthi (percusión )
- Marius Roth Christensen (guitarra, voz)
- Sverre Økshoff (guitarra )

Møklebust , Ljung y Ronthi más tarde formaron la banda Zeromancer (2000) .
Además , Kim Ljung tiene un proyecto en solitario bajo el nombre Ljungblut.